# 행랑채

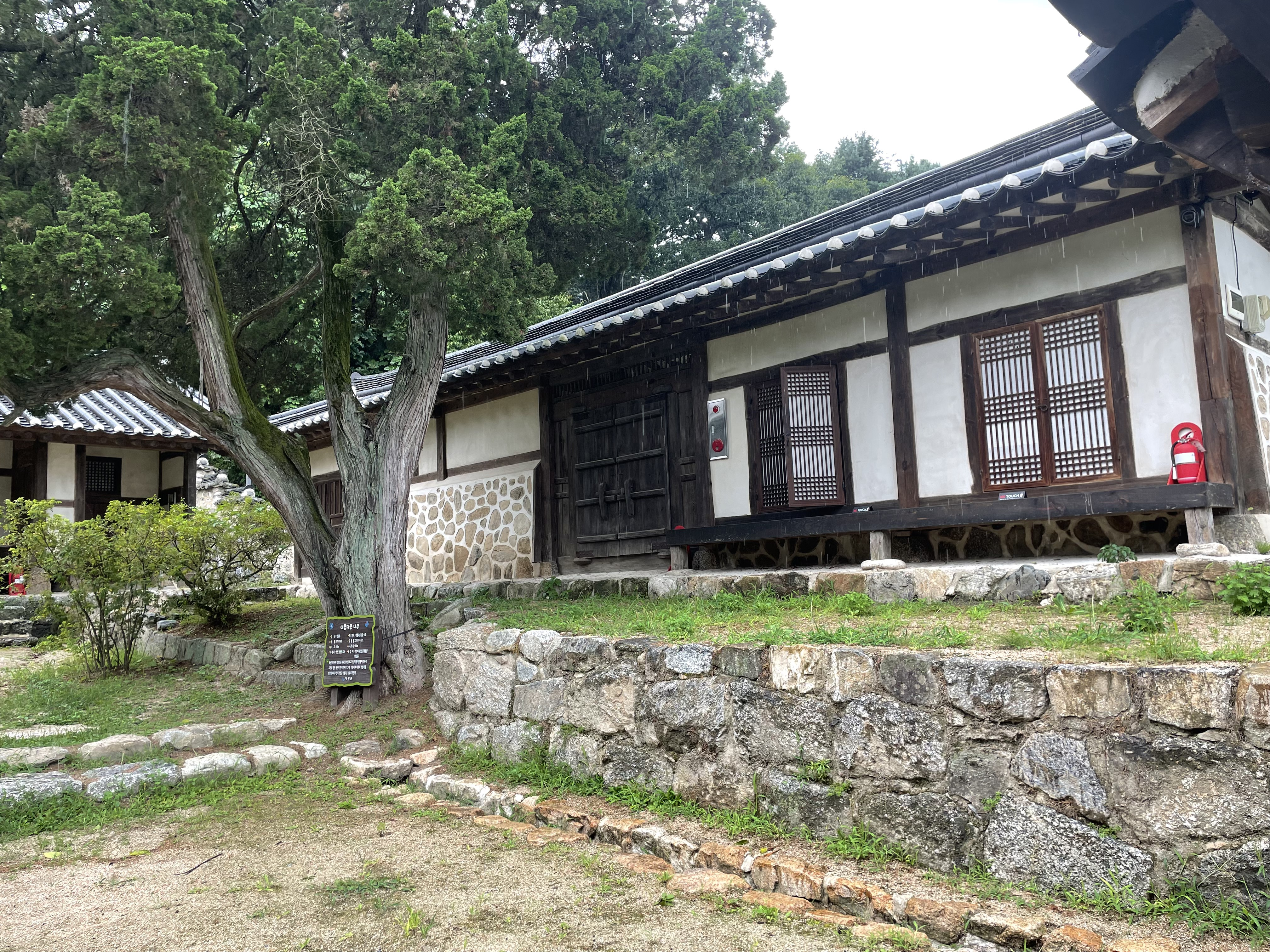
이천보 고가의 행랑채

행랑채(行廊-)는 대문 양쪽에 붙어 있는 주거공간을 말한다.

## 어원
행랑(行廊)은 대문간에 붙어 있는 방을 뜻한다. 즉, 행랑채란 행랑방이 시설된 집채를 뜻한다.

## 역사
보통 대문을 중심으로 마구간, 하인들이 기거하는 방, 광 등으로 되어 있고 주택의 경계선에 따라 세워지는 경우가 많았다. 조선시대의 주택이나 궁전, 관아건축에 일반적으로 지어졌으며, 주로 심부름을 하는 사람들이 기거하거나 각종 창고로 이용되었다. 행랑채의 구조는 3량집으로 된 목조가구식으로서, 간단한 구조이다. 한 방의 크기는 1칸 또는 2칸 정도가 일반적이다.

## 건축
바닥은 사람들이 기거하는 곳은 온돌 구조로, 광은 마루구조로 된 것도 있으며, 나머지는 흙바닥으로 되어 있다. 벽체는 길가나 외부에 면하는 곳은 흙벽을 쌓기도 하나, 상류주택 또는 궁궐에서는 돌로 벽체를 쌓고 상부에 작은 창을 내기도 하였다.